# HuffPost
Гаффінгтон Пост — американське інтернет-видання, агрегатор і блог для відомих колумністів. Сайт охоплює політику, бізнес, розваги, технології, популярні засоби масової інформації, спосіб життя, культуру, комедії, і місцеві новини.

## Історія
«Гаффінгтон Пост» був запущений 9 травня 2005 року як альтернатива «Drudge Report». Засновниками виступили Аріанна Гаффінгтон, Кеннет Лерер, Ендрю Брайтбарт і Джон Перетті.
7 лютого 2011 року був куплений AOL за 315 млн доларів США, Аріанна Хаффінгтон залишилася головним редактором.

## Національні версії
В 2008 році була запущена перша локалізована версія,  HuffPost Chicago , орієнтована на читачів з Чикаго, через деякий час з'явилися версії для Нью-Йорка, Денвера, Лос-Анджелеса, Сан-Франциско, Детройта і Маямі.
З 2011 року ЗМІ вийшло на світову арену, з'явилися канадська, британська та французька версії.
В 2012 році з'явилися версії для Іспанії і Італії.
В 2013 році з'явилася версія для Німеччини.

## Автори
Крім Аріани Гаффінгтон та основної групи редакторів, для «Гаффінгтон Пост» пишуть понад 9000 блогерів, політиків і знаменитостей, науковців та експертів.

## Політичні погляди
Попри заяви Аріани Гаффінгтон про те, що ЗМІ не дотримується будь-якої політичної ідеології, представники Республіканської партії вважають, що автори, які пишуть для «Хаффінгтон пост», вороже ставляться до поглядів і особистостей кандидатів від Республіканської партії. Джон Беккі, професор журналістики в університеті Саффолка, наводить видання як приклад «пропагандистської газети».

## Нагороди
- В 2012 році «Гаффінгтон Пост» отримав Пулітцерівську премію в категорії національний репортаж. Лауреатом премії стала серія публікацій «Beyond the battlefield» одного з авторів видання, Девіда Вуда, в яких розповідається про життя американських солдатів, поранених у війнах в Іраку і Афганістані.[6]
- У 2010 році «Хаффінгтон Пост» отримав Премію Веббі в номінації «Голос народу», цю ж премію видання отримувало в 2006 і 2007 роках в номінації «Політичний блог».
- Американський журнал Forbes заніс Аріану Хаффінгтон до списку «найвпливовіших жінок в ЗМІ в 2009 році» (12-е місце)